# Zákon zachování momentu hybnosti
Zákon zachování momentu hybnosti (též zákon zachování točivosti) říká, že v izolované soustavě se celkový moment hybnosti s časem nemění.

## Odvození
V izolované soustavě je výsledný silový moment všech vnějších sil nulový, tzn. {\displaystyle \mathbf {M} _{E}=0}, kde {\displaystyle \mathbf {M} _{E}} označuje výsledný moment vnějších sil.
Ze vztahu mezi momentem hybnosti a momentem síly dostaneme podmínku
{\displaystyle {\frac {\mathrm {d} \mathbf {L} }{\mathrm {d} t}}=0},
kde {\displaystyle \mathbf {L} } je celkový moment hybnosti soustavy.
Podle tohoto vztahu se moment hybnosti izolované soustavy s časem nemění, tzn.
{\displaystyle \mathbf {L} ={\mbox{konst.}}}
Uvedené vztahy vyjadřují zákon zachování momentu hybnosti, který lze vyjádřit slovy
Je-li vzhledem k některému bodu soustavy výsledný moment vnějších sil působících na danou soustavu nulový, pak celkový moment hybnosti vzhledem k uvažovanému bodu se zachovává.

## Vlastnosti
- Zákon zachování momentu hybnosti je obecný fyzikální zákon, jehož platnost nezávisí na tom, zda je splněn třetí Newtonův pohybový zákon.
- Tento zákon je důsledkem izotropnosti prostoru.
- Tento zákon je analogií zákona zachování hybnosti pro případ rotačního pohybu.